# Brightest Blue
Brightest Blue è il quarto album in studio della cantante britannica Ellie Goulding, pubblicato il 17 luglio 2020 dalla Polydor Records.

## Pubblicazione
Il 27 maggio 2020, Goulding ha annunciato Brightest Blue come titolo del suo quarto album, insieme all'artwork di copertina, alle date e ai formati di pubblicazione e alla track list.
La pubblicazione dell'album, inizialmente prevista per il 5 giugno 2020, è stata successivamente posticipata al 17 luglio a causa della pandemia di COVID-19.

## Descrizione
Nel corso di un'intervista rilasciata al Late Late Show with James Corden, Ellie Goulding ha descritto l'album come composto da due parti ben distinte. La prima contiene brani inediti e più personali, interamente scritti dall'interprete, mentre la seconda include i principali singoli pubblicati tra il 2018 e il 2019.
Brightest Blue si compone di un lato A e di un lato B. Il lato A dell'album contiene 12 brani inediti più il singolo del 2019 Flux, mentre il lato B, EG.0, include i successi Close to Me e Hate Me, già pubblicati tra 2018 e 2019, oltre a tre tracce inedite.

## Promozione

### Singoli
Il 13 marzo 2020, Ellie Goulding ha pubblicato Worry About Me, in collaborazione con il rapper Blackbear, come primo singolo dell'album. Il brano ha ricevuto recensioni generalmente positive da parte della critica.
Il successivo 21 maggio è stata la volta di Power, secondo singolo estratto, seguito il  30 giugno da Slow Grenade, realizzato in collaborazione con il cantante statunitense Lauv.

## Tracce
1. Start (feat. Serpentwithfeet) – 5:07 (Elena Goulding, Joseph Kearns, Maxwell Cooke, Jonathan Josiah Wise)
2. Power – 3:11 (Goulding, Jamie Scott, Jonathan Coffer, David Frank Paich, Lucy Taylor, Nicholas James Gale, Jack Tarrant)
3. How Deep Is Too Deep – 3:25 (Goulding, Kearns, Finlay Dow-Smith)
4. Cyan – 0:57 (Goulding, Kearns, Jim Eliot, Dow-Smith)
5. Love I'm Given – 3:29 (Goulding, Kearns, Eliot)
6. New Heights – 4:12 (Goulding, Patrick Wimberley, Kearns, Cooke)
7. Ode to Myself – 1:51 (Goulding, Kearns)
8. Woman – 3:47 (Goulding, Eli Teplin, Tobias Jesso Jr., Christopher Stacey)
9. Tides – 3:51 (Goulding, Kearns, Dow-Smith)
10. Wine Drunk – 0:48 (Goulding, Kearns)
11. Bleach – 3:17 (Goulding, Kearns)
12. Flux – 3:50 (Goulding, Kearns, Eliot)
13. Brightest Blue – 4:49 (Goulding, Kearns, Eliot)

### Lato B:EG.0
1. Overture – 1:17 (James Wyatt)
2. Worry About Me (feat. Blackbear) – 2:59 (Goulding, Savan Kotecha, Ilya Salmanzadeh, Peter Svensson, Matthew Musto)
3. Slow Grenade (feat. Lauv) – 3:37 (Goulding, Kearns, Ari Leff, Brett McLaughlin, Oscar Gorres)
4. Close to Me (feat. Swae Lee) (con Diplo) – 3:02 (Goulding, Thomas Wesley Pentz, Kotecha, Salmanzadeh, Svensson, Khalif Brown)
5. Hate Me (con Juice Wrld) – 3:06 (Goulding, Brittany Hazzard, Andrew Wotman, Stefan Johnson, Jordan Johnson, Marcus Lomax, 
Jason Evigan, Jarrad Higgins)

Traccia bonus nell'edizione digitale
1. Sixteen – 3:21 (Goulding, Kearns, Rachel Keen, Fred Gibson)

Traccia bonus nell'edizione giapponese
1. Close to Me (feat. Red Velvet) (con Diplo) – 3:05 (testo: Goulding, Pentz, Kotecha, Salmanzadeh, Svensson, Wooyoung Jang, Shon Seung-wan, Kim Ye-rim, Sungsu Min, Eugene Kwon, Min-Kyu Lee, Lee Seu Ran – musica: Diplo, Ilya, van Daalen, Alvaro)

## Successo commerciale
Brightest Blue ha esordito in vetta alla Official Albums Chart britannica con 14 820 copie vendute, di cui 11 129 fisiche, diventando il terzo album numero uno di Ellie Goulding.

## Classifiche
| Classifica (2020) | Posizione massima |
| ----------------- | ----------------- |
| Australia         | 25                |
| Austria           | 29                |
| Belgio (Fiandre)  | 17                |
| Belgio (Vallonia) | 37                |
| Canada            | 38                |
| Francia           | 101               |
| Germania          | 12                |
| Irlanda           | 9                 |
| Italia            | 86                |
| Norvegia          | 30                |
| Nuova Zelanda     | 19                |
| Paesi Bassi       | 94                |
| Polonia           | 24                |
| Regno Unito       | 1                 |
| Repubblica Ceca   | 58                |
| Slovacchia        | 70                |
| Spagna            | 47                |
| Stati Uniti       | 29                |
| Svizzera          | 9                 |